# Felsrelief von Hanyeri

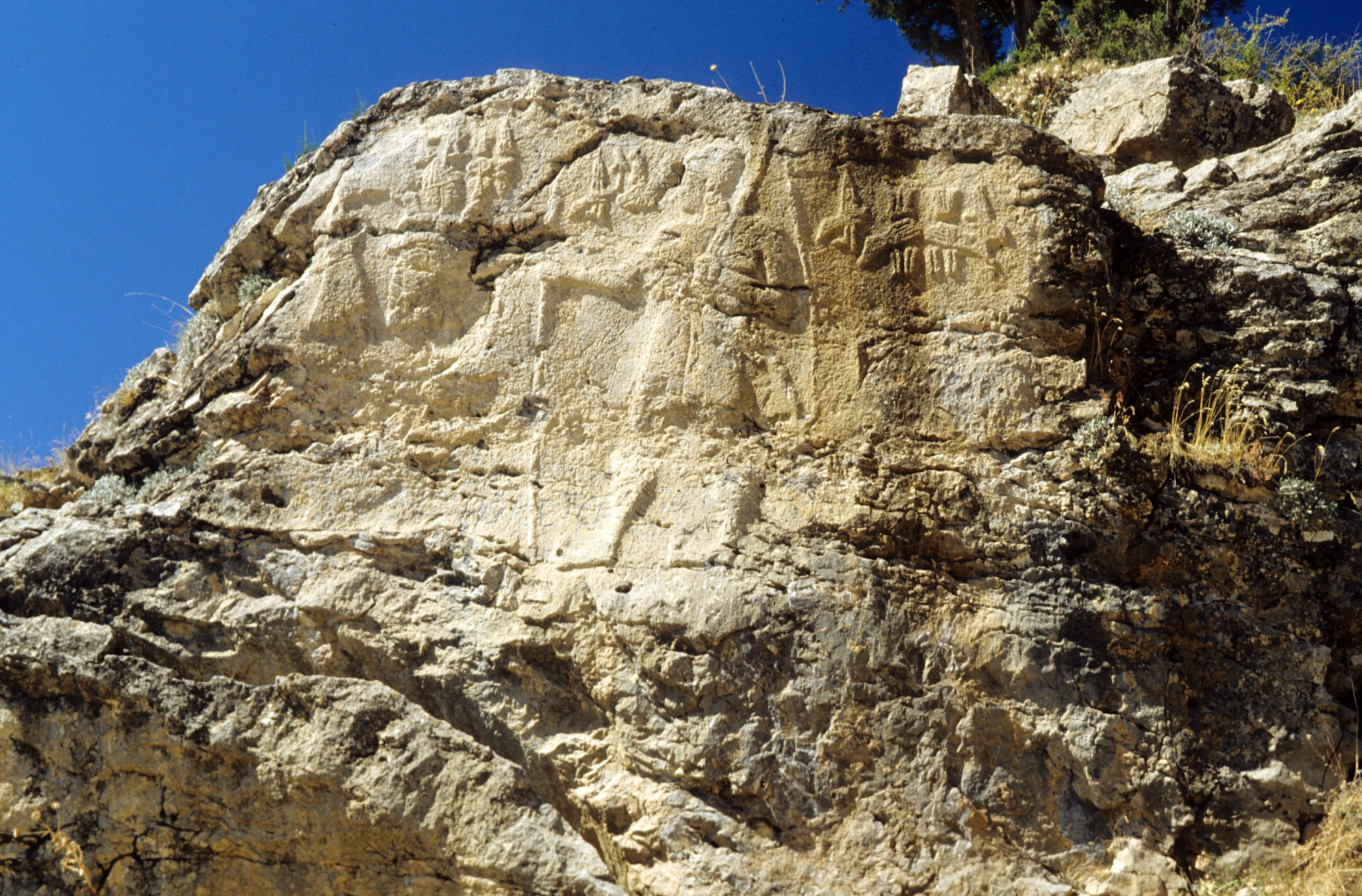
Felsrelief von Hanyeri

Das Felsrelief von Hanyeri (auch Felsrelief von Gezbeli) in der Zentraltürkei liegt nahe dem Dorf Hanyeri an der Straße von Tufanbeyli nach Develi, im Landkreis Tufanbeyli der Provinz Adana, etwa 80 Kilometer südöstlich von Kayseri. In hethitischer Zeit verlief hier über den 1960 m hohen Gezbeli-Pass die Straße, die den ganzjährig passierbaren Übergang über den Tauruskamm vom hethitischen Kernland im Halysbogen nach Kilikien darstellte. Am anderen, nordwestlichen Ende des Passes liegt das Felsrelief von İmamkullu.
Das Relief wurde 1939 von Ali Rıza Yalgın, dem damaligen Direktor des Museums von Adana, entdeckt und wird ins 13. Jahrhundert v. Chr., die Zeit des hethitischen Großreichs, datiert. Es liegt etwa vier Meter oberhalb der Straße und ist 2 mal 3,5 Meter groß. Abgebildet ist links ein Stier, der auf den Schultern von zwei Berggöttern steht oder, nach Kohlmeyer, auf einem Altar und einem Berggott. Der Stier wird in den beschreibenden Hieroglyphen als der Gott Šarruma bezeichnet. In der Mitte steht ein nach links schreitender Krieger, bewaffnet mit einem über die Schulter gehängten Bogen und einem Speer in der rechten Hand. Bekleidet ist er mit kurzer Tunika und Schnabelschuhen. Er wird durch eine Inschrift als Sohn eines Königs identifiziert, der Name lautet möglicherweise Ku(wa)lanamuwa. Der gleiche Name taucht auch auf dem Felsrelief von Manisa und demjenigen von İmamkullu auf, ob es sich um dieselbe Person handelt, ist nicht geklärt. Diese Inschrift in luwischen Hieroglyphen befindet sich links vor dem Kopf des Prinzen. Eine weitere Inschrift, ungewöhnlicherweise hinter dem Rücken des Königssohns und spiegelbildlich verdoppelt, steht wohl in keinem Zusammenhang mit der bildlichen Darstellung. J. D. Hawkins liest in ihr den Namen Tarḫuntabijammi, es besteht die Möglichkeit, dass sie später hinzugefügt wurde. Im Felsrelief von Hemite wird ein Prinz Tarḫuntabija erwähnt, den Hawkins mit Tarḫuntabijammi in einem möglichen Zusammenhang sieht.
Das Relief ist momentan (2013) in einem schlechten Zustand und kaum noch erkennbar.
Koordinaten: 38° 12′ 48,3″ N, 36° 0′ 53,8″ O